# Ходан Михайло Михайлович
Михайло Михайлович Хода́н (нар. 28 червня 1948, Старий Косів) — український архітектор, член Спілки архітекторів України з 1978 року, дійсний член Української академії архітектури з 2002 року, президент Прикарпатського центру Української академії архітектури.

## Біографія
Народився 28 червня 1948 року в селі Старому Косові Косівського району (тепер Івано-Франківська область, Україна). У 1967—1972 роках навчався на архітектурному відділенні землевпорядного факультету Львівського сільськогосподарського інституту (викладачі: С. М. Соколов, В. П. Базарник, Ю. Ф. Соломін, М. Д. Лисечко, М. С. Павлік та інші).
Після закінчення навчання працював головним архітектором міста Калуша. З 1987 по 2008 рік був головним архітектором Івано-Франківської області.
У 1995 році пройшов стажування в галузі архітектури у Гарвардському університеті (США). Був професором Московського відділу Міжнародної академії архітектури. Протягом 1995—2008 років очолював кафедру архітектури та викладав в Івано-Франківському університеті права імені Короля Данила Галицького (нині Університет Короля Данила).

## Професійна діяльність
Автор понад 150 реалізованих архітектурних проєктів. Серед них:
- В Калуші:
  - проєкт перебудови центру (1977);
  - житловий район Підгірки (1981);
  - будинки банку (1983) та міськвиконкому (1989).

- В Івано-Франківську:

«Возз'єднання українських земель»

  - проєкт пам'ятника «Возз'єднання українських земель» (1989);
  - пам'ятник «2000-річчя Різдва Христового» (2001).

Був співавтором генплану і проєкту детального планування Тисмениці (1990), програм ремонтно-реставраційних робіт і благоустрою історико-заповідної зони міст Галича (1998), Коломиї (2000), Косова (2002).
Був керівником авторських колективів спорудження пам'ятників Т. Шевченку в Тисмениці, Рожнятові, Богородчанах і Верховині. За його сприяння було відтворено в камені першу із церков давнього Галича — церкву Святого Пантелеймона — пам'ятку архітектури національного значення. Також реставровано низку церков дерев'яного зодчества — церкву Різдва Пресвятої Богородиці 1615 року в смт Ворохті (реставровано без жодного цвяха), дерев'яну пам'ятку архітектури — Благовіщенську церкву в Коломиї.

## Відзнаки
- Заслужений архітектор УРСР з 1986 року;
- Державна премія України в галузі архітектури за 2001 рік (за відбудову, реставрацію та комплексний благоустрій міста Коломиї)[4];
- Народний архітектор України з 2003 року[1];
- Івано-Франківська обласна мистецька премія в галузі архітектури імені Я. Лукавецького за 2003 рік[1].

Нагороджений орденами:
- Святого Рівноапостольного князя Володимира Великого III ступеня (2001);
- Святого Архістратига Михаїла (2006);
- «Лицар Вітчизни» (2008)[1].